# Bundesautobahn 39
Bundesautobahn 39 (em português: Auto-estrada Federal 39) ou A 39, é uma auto-estrada na Alemanha.
A Bundesautobahn 39 tem 57 km de comprimento.

## Estados
Estados percorridos por esta auto-estrada:
- Baixa Saxônia